# Chiesa di San Pietro (Portovenere)
La chiesa di San Pietro è un edificio religioso cattolico situato nel comune di Portovenere, in calata Doria, in provincia della Spezia. È la chiesa vestigiale più antica del Golfo e costituisce una delle più famose attrazioni turistiche del luogo.

La chiesa di San Pietro è il "cristiano tempio" ricordato da Eugenio Montale:
dai flutti che lambiscono

le soglie d’un cristiano

tempio, ed ogni ora prossima

è antica. Ogni dubbiezza

si conduce per mano

come una fanciulletta amica.

Là non è chi si guardi

o stia di sé in ascolto.

Quivi sei alle origini

e decidere è stolto:

ripartirai più tardi per assumere un volto.»
(Portovenere, Eugenio Montale "La Prove", 18 Aprile 2022.)

## Storia

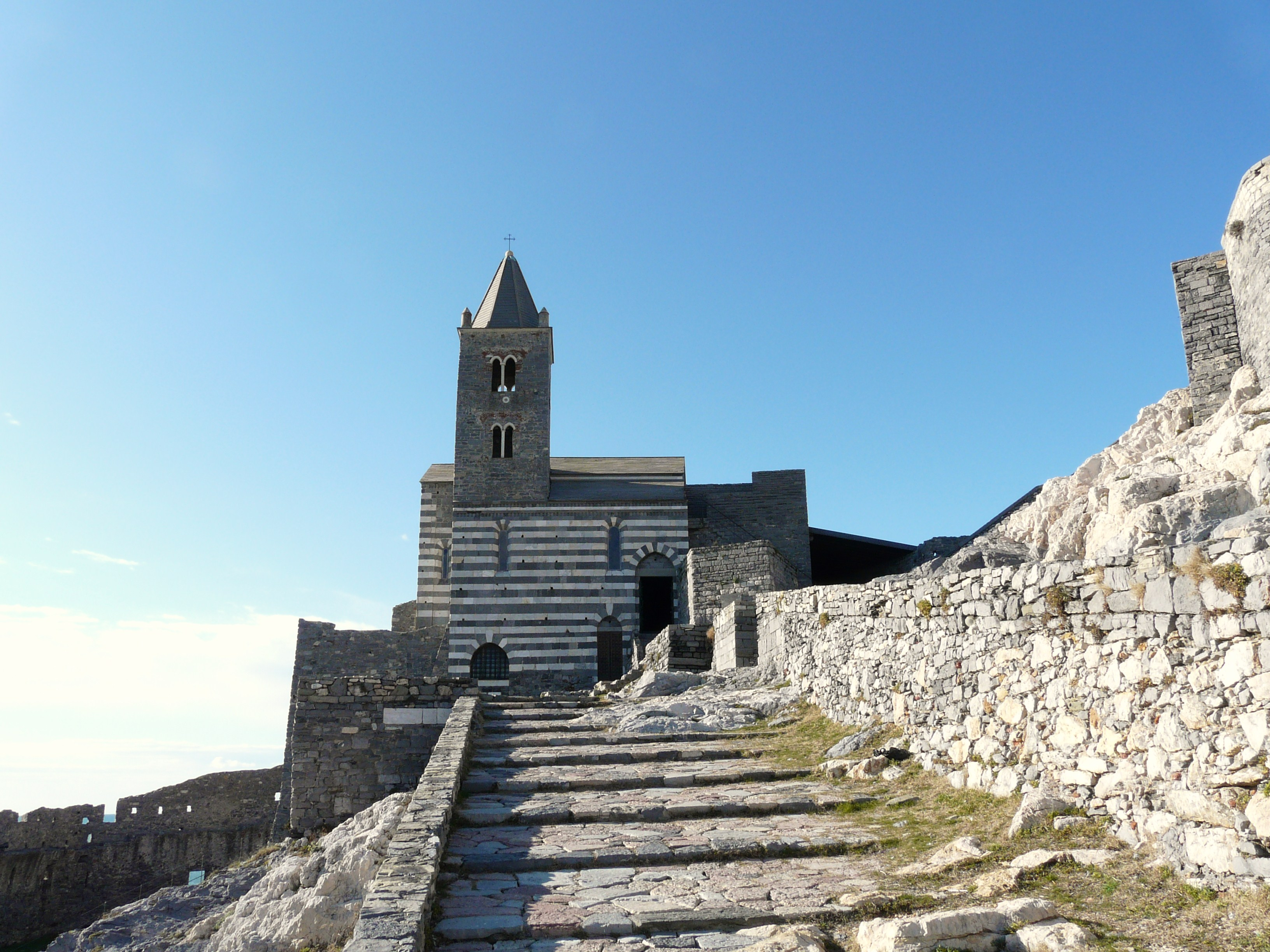
L'esterno: a destra, in pietra scura, la piccola costruzione paleocristiana e la cisterna basata sul tempio romano.
A sinistra, a fasce bianche e nere, la costruzione genovese del XIII secolo ed i resti dei muri dell'antica abbazia.

Già nel V secolo su questo luogo sorgeva un piccolo tempio paleocristiano (edificato in parte sui resti di un tempio pagano probabilmente dedicato a Venere). Più tardi vi fu costruito anche un attiguo monastero benedettino.
Il tempio era stato dedicato a san Pietro il 19 luglio 1118 da papa Gelasio II insieme al dono di una reliquia dell'apostolo.
Nel XIII secolo i Genovesi costruirono una seconda chiesa comunicante con l'antico tempio paleocristiano così da formare un unico edificio più grande.
Il complesso della chiesa perse il titolo di parrocchiale di Portovenere, sul finire del XIV secolo, a favore della chiesa di San Lorenzo, ma fu regolarmente officiata dal clero secolare fino al 1798.
Nel 1494 un grave incendio colpì il paese di Portovenere e coinvolse anche la chiesa di San Pietro. Nello stesso anno la chiesa venne anche gravemente danneggiata dagli attacchi portati dalla flotta di Carlo VIII nel corso della Prima guerra italiana e dal disastroso bombardamento effettuato dalle artiglierie aragonesi (16 luglio, battaglia di Portovenere).
In rovina, la chiesa venne anche ripetutamente depredata dei suoi materiali ornamentali che vennero usati per reimpieghi nella chiesa di San Lorenzo ed in altri edifici. 
Durante le guerre napoleoniche, il complesso di San Pietro fu dapprima occupato dalle milizie austro-russe che ne fecero un bivacco. Poi fu la volta della soldataglia napoleonica che ne rubò i quadri, fuse le campane, usò le travature di legno del tetto come legno da ardere e v'installò una batteria di cannoni.
Agli inizi del XX secolo si pose mano a degli interventi conservativi. Poi estese indagini archeologiche e un importante restauro della storica chiesa sono avvenuti, dal 1929 al 1934, e hanno ripristinato gli ambienti paleocristiano e medievale; la chiesa è stata infine riconsacrata nel mese di ottobre 1934.
La chiesa di San Pietro è inclusa nel Catalogo Generale dei Beni Culturali Italiani.

## Descrizione

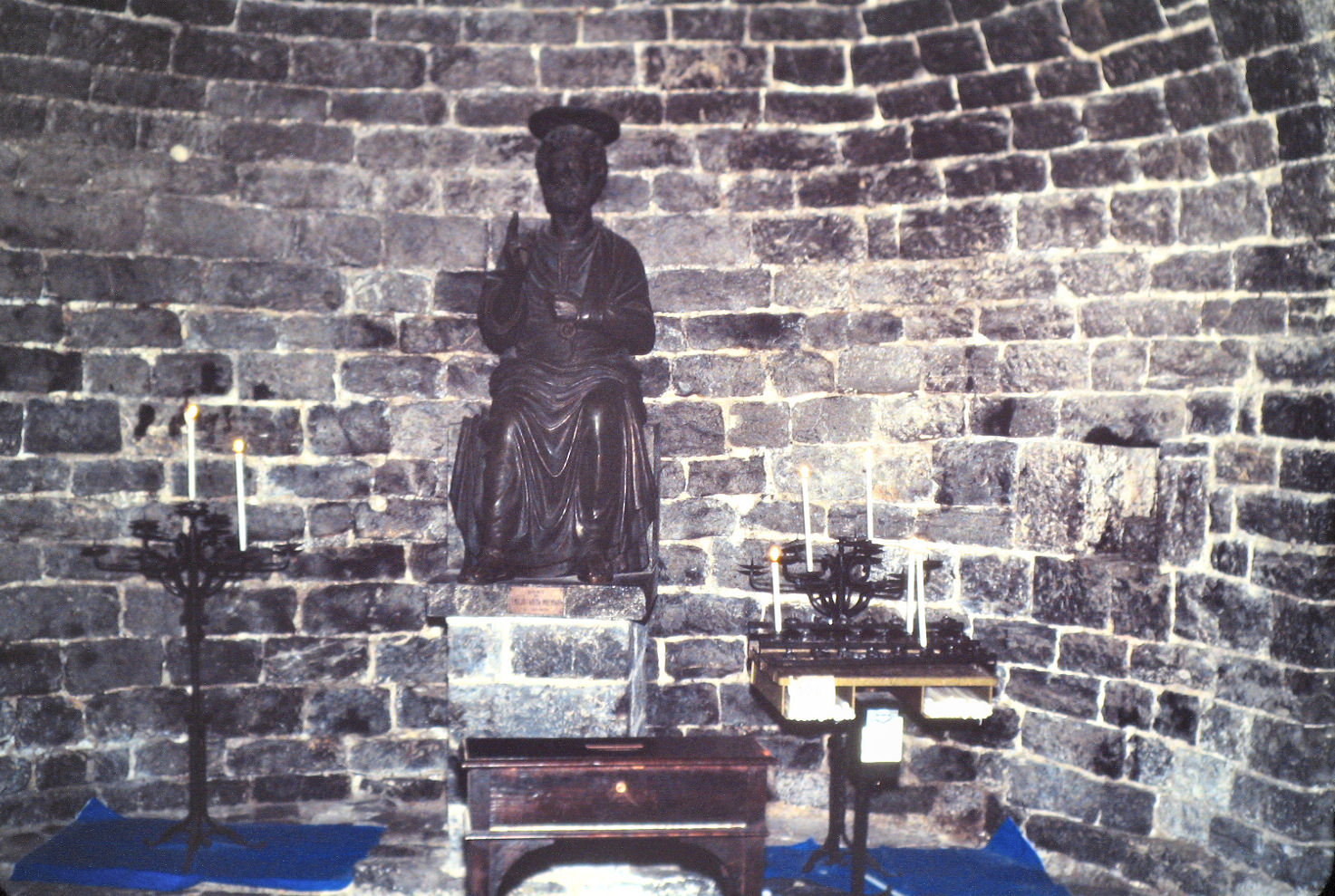
Abside paleocristiana (V secolo)
e statua di San Pietro

### La chiesa paleocristiana
All'estremità del paese, sullo sperone roccioso che si protende a picco sul mare aperto, una piccola basilica paleocristiana era stata costruita nel V secolo sui resti di un tempio romano, probabilmente dedicato a Venere Ericina. 
Questa prima chiesa arcaica è un'opera architettonica di tipo siriaco, con pianta rettangolare e abside semicircolare. L'antichissimo ambiente, alla destra dell’attuale ingresso, è bene identificabile grazie alla sua pavimentazione sulla quale l'opus sectile delinea cerchi, fasce e stelle con l'utilizzazione di sottili lastre di marmo di svariati tipi, anche di lontane provenienze. 
Ricerche archeologiche nel pavimento dell'abside hanno rivelato il probabile basamento di una statua, forse resto del tempio pagano. Nell'abside di questo antichissimo ambiente è collocata una copia della statua bronzea di san Pietro custodita nella Basilica Vaticana.
L'esterno dell'edificio paleocristiano è distinguibile per il suo semplice paramento in pietra scura.

### L'abbazia romanica

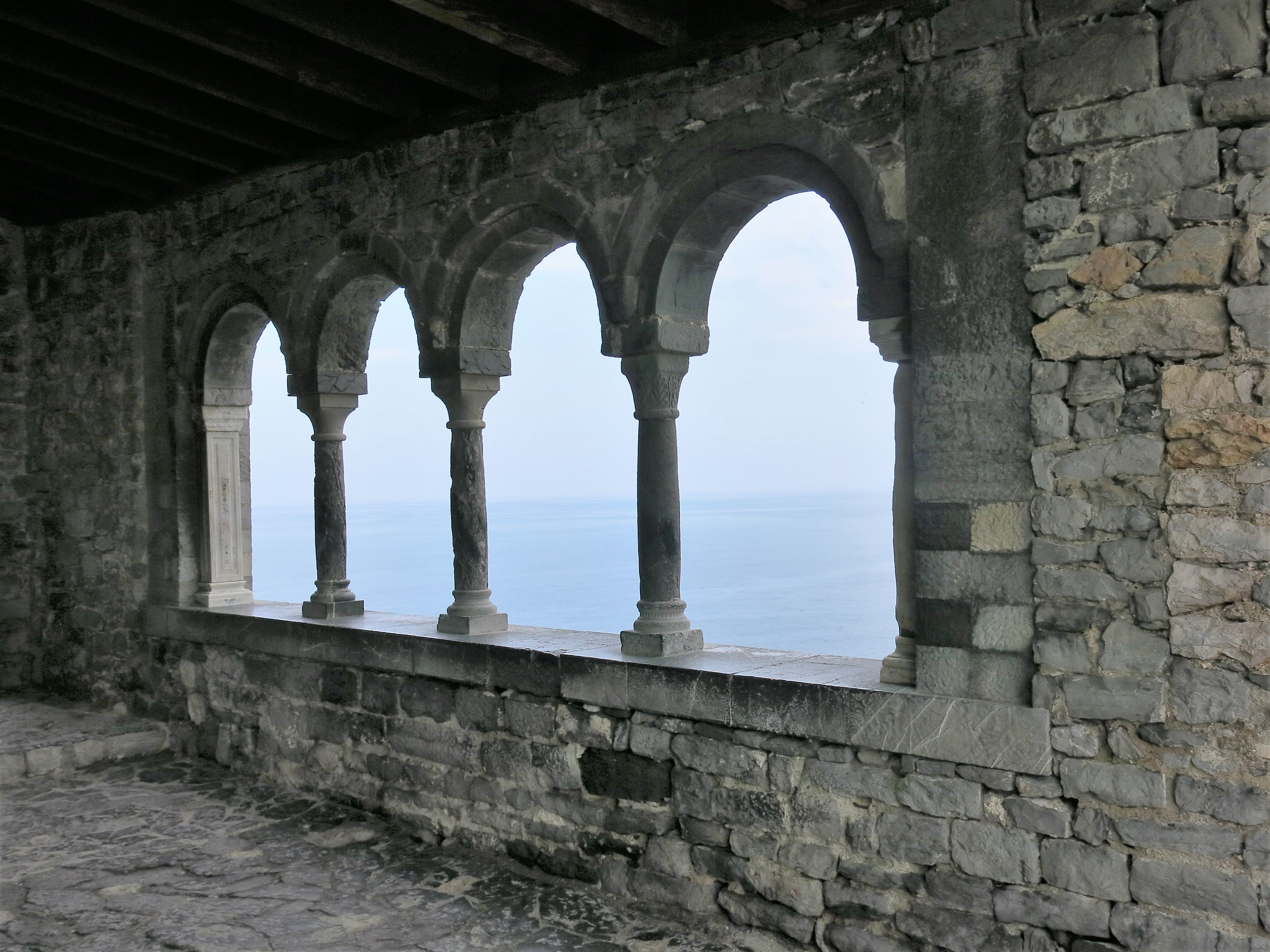
Loggia romanica
(IX secolo)

Connessa alla chiesa paleocristiana più tardi era sorta anche un'abbazia benedettina  della quale sono rimasti scarsi resti. 
Il monastero era collegato alla chiesa paleocristiana da un piccolo chiostro sull'area del quale più tardi nel XIII secolo i Genovesi costruirono la nuova chiesa gotica.

Faceva parte dell'abbazia la suggestiva Loggia romanica affacciata sul mare e sulle Cinque Terre, con quattro aperture colonnate, che reca elementi costruttivi di epoca romana, probabilmente materiali di spoglio del tempio di Venere.

### La chiesa gotica
Alla prima veste romanica (1198) succedette la parte gotica con paramento a fasce bianche e nere che risale al XIII secolo e che fu realizzata dalla Repubblica di Genova, probabilmente tra il 1256 e il 1270.

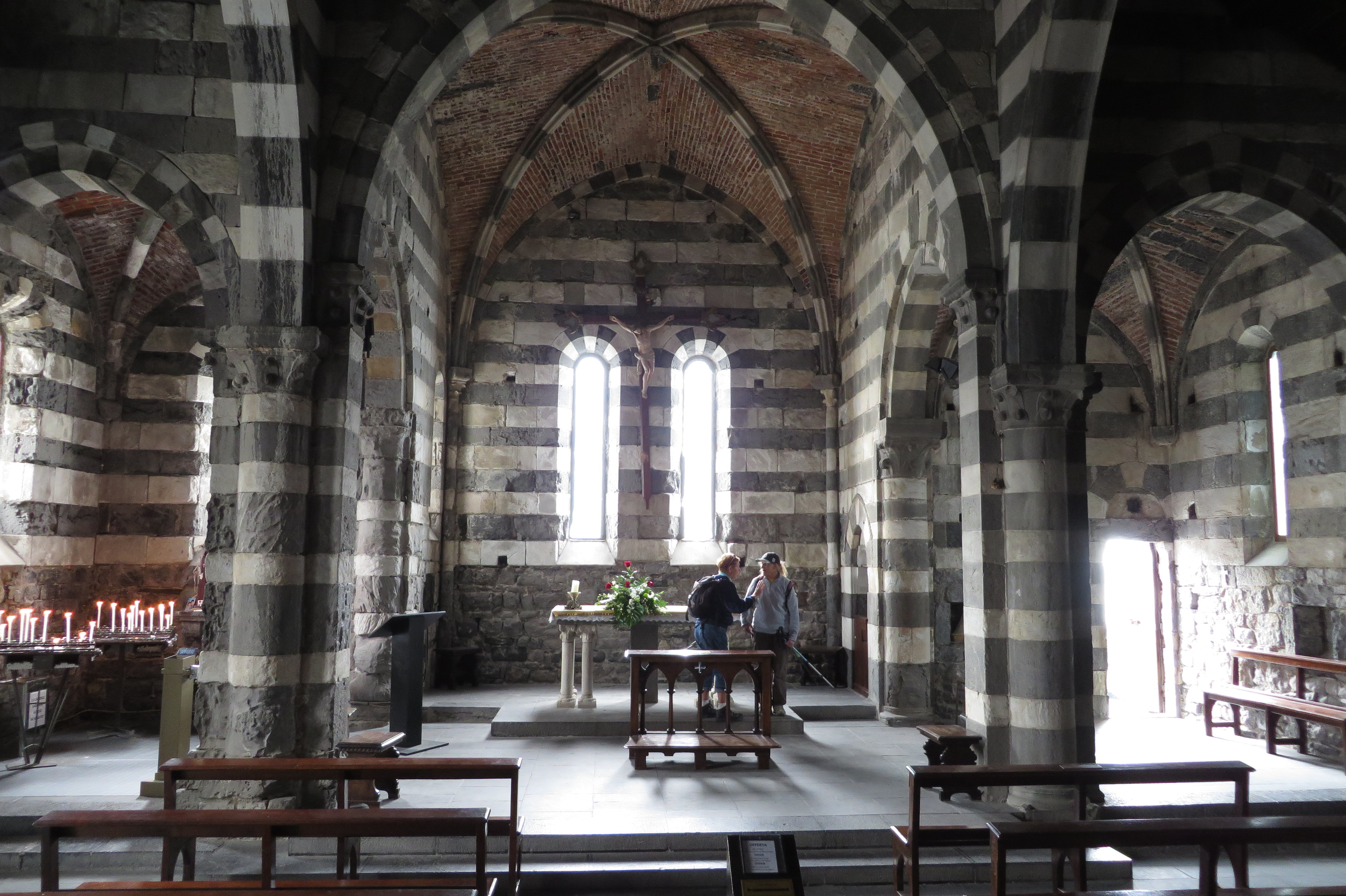
La costruzione gotica genovese
(XIII secolo)

Il nuovo edificio genovese, che è collegato all'ambiente del più antico tempio paleocristiano attraverso due aperture ad arco, insiste sull'area del piccolo chiostro dell'antica abbazia distrutta.
Un'iscrizione in latino incisa nel marmo consumato dalle intemperie, ma trascritta quando ancora era leggibile, riporta la possibile data di conclusione dei lavori:
Il suo interno è diviso in tre navate con copertura a volte ogivali a crociera, impostate su pilastri polistili. Le due navate laterali sono di dimensioni minori, mentre quella centrale è più ampia e ospita un altare in marmo bianco di semplice fattura. Su quella di sinistra è impostata la torre campanaria. Quest'ultima, contrariamente al corpo dell'edificio che si presenta avaro di vuoti, si apre all'esterno presentando in ordini sovrapposti delle bifore che ne alleggeriscono la massiccia mole.
L'interno della chiesa è decorato, come parte della facciata esterna, da strisce orizzontali bianche e nere tipiche dell'architettura genovese.
Le ante della moderna porta della chiesa (Porta del cielo, in argento e marmo, 1992) sono opera dello scultore Lello Scorzelli.